# Work That Magic
«Work That Magic» es el segundo y último sencillo del álbum Mistaken Identity de Donna Summer, lanzado en 1991. Coescrita por Summer, Keith Diamond, Paul Chiten, Anthony Smith, Neil Thomas y Larry Henley, y producida por Diamond, fue lanzado por Atlantic Records en los Estados Unidos y por Warner Bros.en Europa. El sencillo, al igual que el álbum, no tuvo éxito.

## Sencillos
- US 12" maxi (1991) Atlantic 0-85925[2]

1. «Work That Magic» (Extended ISA Remix) - 6:20
2. «Work That Magic» (ISA Remix) - 5:00
3. «Work That Magic» (Capricorn Remix) - 4:34
4. «Let There Be Peace» (LP Versión) - 3:59

- US 12" maxi (1991) WEA International Inc. U 5937T[3]

1. «Work That Magic» (Extended ISA Remix)
2. «Work That Magic» (Capricorn ISA Remix)
3. «Let There Be Peace»

- US 12" maxi (1991) Atlantic DMD 1758[4]

1. «Work That Magic» (Extended ISA Remix) - 6:20
2. «Work That Magic» (ISA Remix) - 5:00
3. «Work That Magic» (Capricorn Remix) - 4:34
4. «Let There Be Peace» (LP Versión) - 3:59

- UK CD sencillo (1991) Warner Bros. U5937CD[5]

1. «Work That Magic» (ISA Full Length Remix) - 5:00
2. «This Time I Know It's for Real» - 3:36
3. «Dinner with Gershwin» - 4:37
4. «State of Independence» - 5:50

## Posiciomaniento en listas
| Lista/País (1991)              | Máxima posición | Período  |
| ------------------------------ | --------------- | -------- |
| Reino Unido (UK Singles Chart) | 74              | 1 semana |